# بیکرهای شگفت‌انگیز
بیکرهای شگفت‌انگیز (به انگلیسی: The Fabulous Baker Boys) نام فیلم کمدی-درام موزیکالی است که در سال ۱۹۸۹ به کارگردانی استیو کلاوز ساخته شد. میشل فایفر موفق شد برای بازی در این فیلم برای دریافتِ جایزه اسکار بهترین بازیگر نقش اول زن نامزد شود.